# Milka

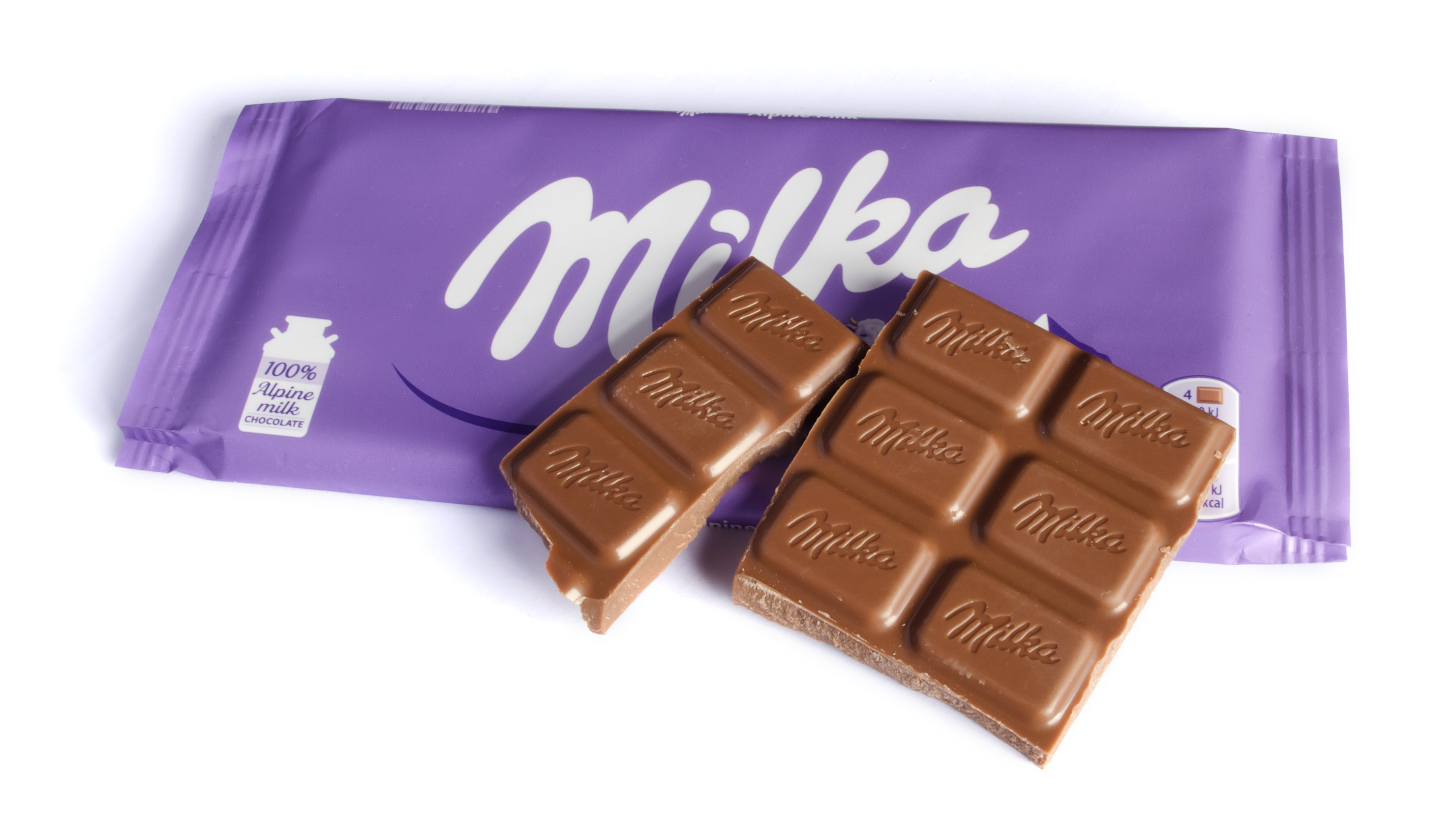
Chocolate ao leite Milka

Milka é uma marca de confeitaria de chocolate originada na Suíça em 1901 e fabricada internacionalmente pela empresa de confeitaria norte-americana Mondelēz International (anteriormente conhecida como Kraft Foods) desde 1990. Por mais de 100 anos, a Milka foi produzida principalmente em Lörrach, Alemanha, produzindo cerca de 140 mil toneladas de chocolate em 2012. O chocolate é vendido em barras e em diversos formatos inéditos para a Páscoa e o Natal. A Milka também produz cookies e biscoitos com cobertura de chocolate. O nome da marca Milka é derivado de uma pasta dos dois ingredientes principais do produto: "MILch (leite) e KAkao (cacau ou chocolate)."

## Críticas
Em 2013 a Kraft Foods (atual Mondelēz Brasil) deixou de produzir e comercializar esta linha de produtos no Brasil. Nenhum comunicado oficial foi feito pela empresa. Aparentemente nenhuma nova campanha de marketing foi realizada para a marca e acabou por ser retirada do catalogo oficial de produtos. A confirmação de que o produto parou de ser produzido é identificada em respostas oficiais da marca aos consumidores que reclamam da falta do produto em sites especializados . Mesmo assim diversas barras do chocolate ainda podem ser encontradas em algumas lojas espalhadas pelo país, importadas da Alemanha, da Áustria e da Polônia.